# Oxynoe azuropunctata
Oxynoe azuropunctata is een slakkensoort uit de familie van de Oxynoidae. De wetenschappelijke naam van de soort is voor het eerst geldig gepubliceerd in 1980 door K. R. Jensen.